# 혼합 유전
혼합 유전(混合 遺傳 ,영어: blending inheritance)은 멘델의 유전법칙이 발견되기 전인 19세기까지 유전에 대해 일반적으로 받아들여진 이론이다. 혼합 유전에서는 두 부모의 특징이 반반씩 섞여 자식 세대에 전달된다고 보았다. 예를 들어 붉은 꽃과 흰 꽃의 자식 세대는 분홍 꽃이 되고, 키 큰 사람과 키 작은 사람 사이의 자식은 중간 정도의 키가 된다는 것이다.

## 개요
유전학이 생겨나지 않았던 당시 과학계에서는 실험적인 검증 없이 혼합 유전을 정설로 받아들였다. 그러나 20세기 초 멘델의 유전법칙이 여러 과학자들에 의해 재발견되고 발현형질과 유전형질에 대한 구분이 확립되면서 혼합 유전은 더 이상 과학적인 설명으로 취급되지 않는다.
찰스 다윈역시 혼합 유전에 의해 유전형질이 유전된다고 생각하였다. 종의 기원이 출간된 1859년은 그레고어 멘델이 완두콩 시험을 갓 시작한 때였고, 당연히 다윈은 이와 관련한 사실을 알 수 없었다. 1857년 11월 12일에 찰스 다윈이 토머스 헨리 헉슬리에게 보낸 편지에서 다윈은 다음과 같이 썼다.
| “ | 어떻게 부모에서 자식으로 세대가 바뀜에 따라 종의 특징이 바뀌는 지에 대해서는, 혼합 유전이 원인이라고 보고 있습니다. 선대에서 자손으로 계속해서 일어나는 특징의 혼합 비율이 달라지기 때문이겠지요. | ” |
|   | — 찰스 다윈 |   |

게다가 1865년 멘델이 자신의 실험 결과를 발표하였을 때에도 대부분의 과학자들은 그의 발표에 관심을 두지 않았다. 진화론의 강력한 지지자였던 에든버러 대학교의 플리밍 젠킨 역시 혼합 유전에 의해 부모의 특징이 자식에게 유전된다고 보았다.
혼합 유전 가설은 멘델의 유전법칙이 발견되고 유전학이 성립된 후 폐기되었다.